# Flávio Gil
Flávio Gil é um actor, autor e encenador português.

## Biografia
Flávio Gil estreia-se como actor em 2006 no Grupo Dramático e Escolar Os Combatentes 
Em 2007 passa a integrar o Grupo de Teatro da Academia de Santo Amaro.
Estreia-se como ator profissional em 2008.
Faz teatro, televisão e cinema.

## Televisão
| Ano         | Projeto                      | Papel            | Notas                 | Canal  |
| ----------- | ---------------------------- | ---------------- | --------------------- | ------ |
| 2007 - 2008 | O Quinto Poder               | Bernardo Cortez  | Elenco Infantil       | Record |
| 2012        | Morangos com Açúcar          | MC Migas         | Elenco Adicional      | TVI    |
| 2015        | Jardins Proibidos            | Polícia          | Elenco Adicional      | TVI    |
| 2015        | A Única Mulher               |                  | Elenco Adicional      | TVI    |
| 2016        | Santa Bárbara                | Carteiro         | Elenco Adicional      | TVI    |
| 2017        | Ouro Verde                   | Bruno            | Elenco Adicional      | TVI    |
| 2021        | Cá Por Casa                  | Desvalido        | Participação Especial | RTP1   |
| 2022        | Rua das Flores               | André Joaquim    | Elenco Principal      | TVI    |
| 2024        | Papel Principal              | Jorge            | Elenco Adicional      | SIC    |
| 2025        | Batanetes - Especial 20 Anos | Toninho Batanete | Elenco Principal      | TVI    |
| 2025        | Carlitos e Henriqueta        | Carlitos         | Protagonista          | TVI    |

## Cinema
- 2018 - "Parque Mayer"[3][6]

## Teatro (como Ator)
- 2008 - "Reviver Hermínia" - Cinema São Jorge[1]
- 2008 - "Já Chegámos à Madeira" - Teatro Baltazar Dias
- 2008 - "Piratada à Portuguesa!" - Teatro Maria Vitória[1][7]
- 2009 - "Isto Agora… ou Vai ou Marcha!" - Digressão[8][9]
- 2011 - "Fado, História de Um Povo" - Salão Preto e Prata do Casino Estoril
- 2012 - "Humor Com Humor Se Paga" - Teatro Maria Vitória [10]
- 2013 - "Olhó Que Chove" - Digressão [11]
- 2013 - "Lisboa Amor Perfeito" - Teatro Maria Vitória [12]
- 2014 - "É Revista, Com Certeza!" - Digressão [13]
- 2014 - "Tudo Isto é Fardo" - Teatro Maria Vitória [14]
- 2015 - "Revista Quer... É Parque Mayer!" - Teatro Maria Vitória [15]
- 2016 - "Parque à Vista" - Teatro Maria Vitória [16]
- 2017 - "Portugal em Revista" - Teatro Maria Vitória [17][18][19]
- 2018 - "Parque Mania" - Teatro Maria Vitória[20][21]
- 2019 - "Mário" - Cinema São Jorge[22]
- 2019 - "Pare, Escute... e Ria!" - Teatro Maria Vitória[23]
- 2020 - "Hamlet" - Teatro Experimental de Cascais
- 2022 - "O Amor é Tão Simples" - Teatro da Trindade